# Didier Combe
Pour les articles homonymes, voir Combe (homonymie).
Didier Combe, né le 5 novembre 1968 à Nîmes, est un footballeur professionnel français évoluant au poste de latéral gauche.

## Biographie
Formé au Nîmes Olympique, il intègre l'équipe première lors de la saison 1989-1990. Peu aligné à la suite de la montée en D1, il fait l'objet d'un prêt à Olympique d'Alès pour la saison de D2 1992-1993.
Il revient à Nîmes entre-temps relégué, et retrouve plus de temps de jeu.
En 1994, il quitte le Gard et signe à l'En Avant de Guingamp, également en D2 ; tandis que Nîmes est relégué en National, Guingamp est promu en D1. Mais alors qu'il disposait d'une place de titulaire dans l'effectif armoricain, il quitte le club et rallie la Lorraine et l'AS Nancy-Lorraine. Une nouvelle fois, le club est promu dans l'élite, mais il ne fait pas partie de l'aventure.
Il revient alors sur les bords de la méditerranée en s'engageant avec le Perpignan FC pour la saison de D2 1996-1997, mais le quittera en juin après un dépôt de bilan.
C'est à Alès qu'il rebondit, alors que le club joue en CFA.
Enfin, il s'engage en National au FC Mulhouse pour la saison 1998-1999, mais là-aussi le club est liquidé en fin de saison.

## Statistiques
| Saison                | Club                    | Championnat           | Championnat | Championnat | Coupe nationale | Coupe nationale | Coupe de la Ligue | Coupe de la Ligue | Total | Total |
| Saison                | Club                    | Division              | M.          | B.          | M.              | B.              | M.                | B.                | M.    | B.    |
| 1986-1987             | Nîmes Olympique         | Division 2            | 1           | 0           | -               | -               | -                 | -                 | 1     | 0     |
| 1987-1988             | Nîmes Olympique         | Division 2            | 6           | 0           | -               | -               | -                 | -                 | 6     | 0     |
| 1988-1989             | Nîmes Olympique         | Division 2            | 1           | 0           | -               | -               | -                 | -                 | 1     | 0     |
| 1989-1990             | Nîmes Olympique         | Division 2            | 10          | 0           | 4               | 0               | -                 | -                 | 14    | 0     |
| 1990-1991             | Nîmes Olympique         | Division 2            | 8           | 0           | -               | -               | -                 | -                 | 8     | 0     |
| 1991-1992             | Nîmes Olympique         | Division 1            | 3           | 0           | -               | -               | -                 | -                 | 3     | 0     |
| Sous-total            | Sous-total              | Sous-total            | 29          | 0           | 4               | 0               | -                 | -                 | 33    | 0     |
| 1992-1993             | Olympique d'Alès (prêt) | Division 2            | 32          | 0           | 1               | 0               | -                 | -                 | 33    | 0     |
| Sous-total            | Sous-total              | Sous-total            | 32          | 0           | 1               | 0               | -                 | -                 | 33    | 0     |
| 1993-1994             | Nîmes Olympique         | Division 2            | 24          | 0           | -               | -               | -                 | -                 | 24    | 0     |
| Sous-total            | Sous-total              | Sous-total            | 24          | 0           | -               | -               | -                 | -                 | 24    | 0     |
| 1994-1995             | En Avant de Guingamp    | Division 2            | 37          | 0           | -               | -               | 2                 | 0                 | 39    | 0     |
| Sous-total            | Sous-total              | Sous-total            | 37          | 0           | -               | -               | 2                 | 0                 | 39    | 0     |
| 1995-1996             | AS Nancy-Lorraine       | Division 2            | 29          | 0           | 3               | 0               | 2                 | 0                 | 34    | 0     |
| Sous-total            | Sous-total              | Sous-total            | 29          | 0           | 3               | 0               | 2                 | 0                 | 34    | 0     |
| 1996-1997             | Perpignan FC            | Division 2            | 28          | 0           | -               | -               | 1                 | 0                 | 29    | 0     |
| Sous-total            | Sous-total              | Sous-total            | 28          | 0           | -               | -               | 1                 | 0                 | 29    | 0     |
| 1997-1998             | Olympique d'Alès        | CFA                   | -           | -           | 2               | 0               | -                 | -                 | 2     | 0     |
| Sous-total            | Sous-total              | Sous-total            | -           | -           | 2               | 0               | -                 | -                 | 2     | 0     |
| 1998-1999             | FC Mulhouse             | National              | 21          | 0           | -               | -               | 1                 | 0                 | 22    | 0     |
| Sous-total            | Sous-total              | Sous-total            | 21          | 0           | -               | -               | 1                 | 0                 | 22    | 0     |
| Total sur la carrière | Total sur la carrière   | Total sur la carrière | 200         | 0           | 10              | 0               | 6                 | 0                 | 216   | 0     |